# Madonna Live: The Virgin Tour
Madonna Live: The Virgin Tour é um álbum de vídeo da artista musical estadunidense Madonna. O seu lançamento ocorreu em 13 de novembro de 1985, através das editoras discográficas Warner Music Video e Sire Records. A produção foi gravada no Cobo Arena em Detroit, Michigan, em 25 de maio, durante a primeira turnê da cantora, a The Virgin Tour. O diretor Daniel Kleinman, responsável pelo registro, enviou uma cópia da gravação para Warner Bros. Records, que decidiu lançá-la como um álbum de vídeo.
Após o seu lançamento, o trabalho recebeu revisões díspares por parte dos críticos de música. Comercialmente, obteve um desempenho exitoso, atingindo o topo da Music Video Sales, tabela musical compilada pela Billboard, e foi o álbum de vídeo mais comercializado de 1986. Posteriormente, obteve uma certificação de platina pela Recording Industry Association of America (RIAA) em razão das mais de 100 mil unidades adquiridas. Sendo ainda angariado com o troféu de Vídeo Musical Mais Popular no Video Software Dealers Awards. As apresentações ao vivo de "Like a Virgin" e "Dress You Up" foram lançadas como videoclipes no canal a cabo MTV em divulgação ao material. Ambos foram indicados a categoria de Melhor Coreografia em um Vídeo no MTV Video Music Awards de 1986.

## Antecedentes
A primeira turnê de concertos de Madonna, a The Virgin Tour, feita em suporte aos seus dois primeiros álbuns de estúdio, Madonna e Like a Virgin. Foi bem sucedida comercialmente, arrecadando US$ 3,3 milhões de acordo com a Billboard. Após a conclusão da mesma, a artista começou a trabalhar em seu terceiro álbum de estúdio, True Blue. O diretor cinematográfico Daniel Kleinman, responsável pelo registro da excursão, enviou uma cópia da gravação para Warner Bros. Records, que decidiu lançá-la como um álbum de vídeo. Madonna Live: The Virgin Tour foi gravado durante o espetáculo ocorrido no Cobo Center em Detroit, Michigan, em 25 de maio de 1985.
Kleinman entrou em contato com Madonna, que estava ocupada com True Blue e as gravações do filme de comédia Shanghai Surprise, para solicitar sua aprovação das filmagens. Segundo a mesma, o projeto "precisava de uma introdução adequada". Por isso, pediu a James Foley que a filmasse dizendo algo para incluir antes do início do concerto. Foley, diretor do videoclipe de "Live to Tell" (1986), gravou uma introdução para o álbum. O registro apresentava a cantora em sua primeira transformação artística, com cachos loiros platinados e um traje discreto. Madonna também decidiu incluir um resumo de sua biografia no material, afirmando:

"Fui para Nova Iorque com um sonho: tornar-me uma grande estrela. Não conhecia ninguém, mas queria dançar, cantar, fazer as pessoas felizes, ser famosa e conquistar o amor de todos. Trabalhei arduamente e, enfim, realizei meu sonho".

Em seguida, o espetáculo é iniciado com a apresentação de "Dress You Up". Apesar de fazerem parte do repertório da turnê, as canções "Angel", "Borderline" e "Burning Up" não foram incluídas no álbum, Kleinman achou que as apresentações dessas faixas não eram das melhores. Durante as filmagens da turnê no dia 25 de maio, enquanto Madonna executava "Like a Virgin", um fã invadiu o palco de forma repentina e tentou agarrá-la, sendo imediatamente contido pelos seguranças. Kleinman optou por manter a cena, acreditando que refletia no crescente fanatismo em torno da popularidade da cantora. As apresentações ao vivo de "Like a Virgin" e "Dress You Up" foram lançadas como videoclipes no canal a cabo MTV em divulgação ao material. Ambos foram indicados a categoria de Melhor Coreografia em um Vídeo no MTV Video Music Awards de 1986, mas acabaram perdendo para o vídeo de "Raspberry Beret" de Prince e The Revolution.

## Crítica profissional
| Críticas profissionais | Críticas profissionais |
| Avaliações da crítica  | Avaliações da crítica  |
| Fonte                  | Avaliação              |
| ---------------------- | ---------------------- |
| Entertainment Weekly   | C−                     |

O material recebeu revisões díspares por parte dos críticos de música. Annie Temple, do Philadelphia Daily News, afirmou que o lançamento "não foi nada lisonjeiro" e que "foi um trabalho malfeito". Na publicação ao Los Angeles Times, Dennis Hunt registrou: "O material é, por vezes, decepcionante e confuso, levando o espectador a se perguntar o que deu errado durante as gravações". Terry Atkinson, do mesmo jornal, argumentou que o vídeo segue o formato tradicional de concertos, colocando o público no melhor lugar e permitindo que a presença do artista cative os espectadores. Sylvia Chase, contribuinte do The Wichita Eagle, notou que "ver Madonna ao vivo em uma arena é uma experiência completamente diferente de vê-la no registro da turnê. A energia e os movimentos se tornam muito mais perceptíveis". Uma avaliação elogiosa veio do The New York Times, com o revisor Stephen Holden considerando que os "movimentos abruptos da câmera intensificam o estilo de dança provocante da cantora", concluindo que "Madonna Live captura vividamente os elementos contraditórios que transformaram a artista em um ícone cultural, apesar de uma voz estridente e limitada. Tanto sua música pós-disco quanto suas atitudes desafiadoras parodiam uma criança no papel de adulto.

## Alinhamento de faixas
| N.º            | Título            | Compositor(es)                 | Duração |  |
| 1.             | "Dress You Up"    | Andrea LaRusso Peggy Stanziale | 5:36    |  |
| 2.             | "Holiday"         | Curtis Hudson Lisa Stevens     | 6:41    |  |
| 3.             | "Into the Groove" | Madonna Steve Bray             | 5:08    |  |
| 4.             | "Everybody"       | Madonna                        | 4:32    |  |
| 5.             | "Gambler"         | Madonna                        | 2:56    |  |
| 6.             | "Lucky Star"      | Madonna                        | 4:54    |  |
| 7.             | "Crazy for You"   | John Bettis Jon Lind           | 4:16    |  |
| 8.             | "Over and Over"   | Madonna Bray                   | 4:04    |  |
| 9.             | "Like a Virgin"   | Tom Kelly Billy Steinberg      | 5:31    |  |
| 10.            | "Material Girl"   | Peter Brown Robert Rans        | 5:59    |  |
| Duração total: | Duração total:    | Duração total:                 | 49:37   |  |

Notas
- "Like a Virgin" contém demonstrações de "Billie Jean", cantada por Michael Jackson.[14]

## Créditos
Lista-se abaixo os profissionais envolvidos na elaboração de Madonna Live: The Virgin Tour, de acordo com o encarte do álbum:
- Daniel Kleinman — diretor
- James Foley — diretor (sequência de abertura)
- Simon Fields — produtor
- Jerry Watson — cinematografia
- Jan de Bont — cinematografia (sequência de abertura)
- Mitchell Sinoway — editor
- Kenneth C. Barrows — cinegrafista
- Brad Jeffries — coreógrafo
- Rick Uber — editor
- Limelight Productions — empresa produtora

## Desempenho comercial
Nos Estados Unidos, Madonna Live: The Virgin Tour debutou em 7 de dezembro de 1985, na 14ª colocação da Top Music Videos, tabela musical compilada pela Billboard, e na semana seguinte atingiu a 11ª posição. Após várias atualizações oscilando, alcançou o topo da tabela na edição de 18 de janeiro de 1986, substituindo Prince & The Revolution: Live, de The Revolution. Em 24 de maio de 1986, alçou-se entre os dez melhores colocados, constado na tabela por 65 semanas. Concluiu 1986 como o álbum de vídeo mais comprado do ano no país. A Recording Industry Association of America (RIAA) o qualificou com uma certificação de platina por comercializar 200 mil réplicas, sendo ainda angariado com o troféu de Vídeo Musical Mais Popular no Video Software Dealers Awards em setembro de 1986. Até 1992, o álbum havia alcançado a marca de 35 mil cópias vendidas no formato Laserdisc em território estadunidense.
| Tabela musical (1985–1998)                   | Melhor posição |
| -------------------------------------------- | -------------- |
| Estados Unidos (Top 15 Music Videocassettes) | 1              |
| Estados Unidos (Top Music Videocassettes)    | 1              |
| Reino Unido (Official Music Video Chart)     | 22             |
| Reino Unido (Top Music Videos)               | 1              |

| Tabela musical (1986)                     | Melhor posição |
| ----------------------------------------- | -------------- |
| Estados Unidos (Top Music Videocassettes) | 1              |
| Estados Unidos (Top Videocassettes Sales) | 28             |

| Região                                         | Certificação | Vendas   |
| ---------------------------------------------- | ------------ | -------- |
| Estados Unidos (RIAA)                          | Platina      | 100 000^ |
| Japão                                          | —            | 60 000   |
| ^distribuições baseadas apenas na certificação |              |          |